# Nasewaupee (Wisconsin)
Nasewaupee es un pueblo ubicado en el condado de Door en el estado estadounidense de Wisconsin. En el Censo de 2010 tenía una población de 2.061 habitantes y una densidad poblacional de 11,98 personas por km².

## Geografía
Nasewaupee se encuentra ubicado en las coordenadas 44°50′22″N 87°28′43″O / 44.83944, -87.47861. Según la Oficina del Censo de los Estados Unidos, Nasewaupee tiene una superficie total de 172.06 km², de la cual 110.65 km² corresponden a tierra firme y (35.69%) 61.41 km² es agua.

## Demografía
Según el censo de 2010, había 2.061 personas residiendo en Nasewaupee. La densidad de población era de 11,98 hab./km². De los 2.061 habitantes, Nasewaupee estaba compuesto por el 97.67% blancos, el 0.29% eran afroamericanos, el 0.53% eran amerindios, el 0.39% eran asiáticos, el 0% eran isleños del Pacífico, el 0.1% eran de otras razas y el 1.02% pertenecían a dos o más razas. Del total de la población el 0.97% eran hispanos o latinos de cualquier raza.